# Collections (Umberto Bindi)
Collections è un CD antologico contenente 12 successi di Umberto Bindi, pubblicato postumo nel 2009.

## Tracce
1. Il nostro concerto  (Umberto Bindi, Giorgio Calabrese)  - 5:25
2. Il mio mondo  (Umberto Bindi, Gino Paoli)  - 2:50
3. Arrivederci  (Umberto Bindi, Giorgio Calabrese)  - 2:11
4. Noi due  (Umberto Bindi, Giorgio Calabrese)  - 4:15
5. Un giorno, un mese, un anno  (Umberto Bindi, Giorgio Calabrese)  - 3:39
6. Un paradiso da vendere  (Umberto Bindi, Andrea Cason)  - 3:48
7. È vero  (Umberto Bindi, Giorgio Calabrese)  - 4:44
8. Amare te  (Umberto Bindi, De Simone)  - 3:25
9. Lasciatemi sognare  (Umberto Bindi, Giorgio Calabrese)  - 3:12
10. Riviera  (Umberto Bindi, Alberto Testa, Georges Moustaki)  - 3:55
11. Nuvola per due  (Umberto Bindi, Giorgio Calabrese)  - 2:18
12. Vento di mare  (Umberto Bindi, Giorgio Calabrese)  - 5:22

## Formazione
- Umberto Bindi - voce

## Crediti
- Luciano Tramontano - foto in copertina